# Юридический словарь

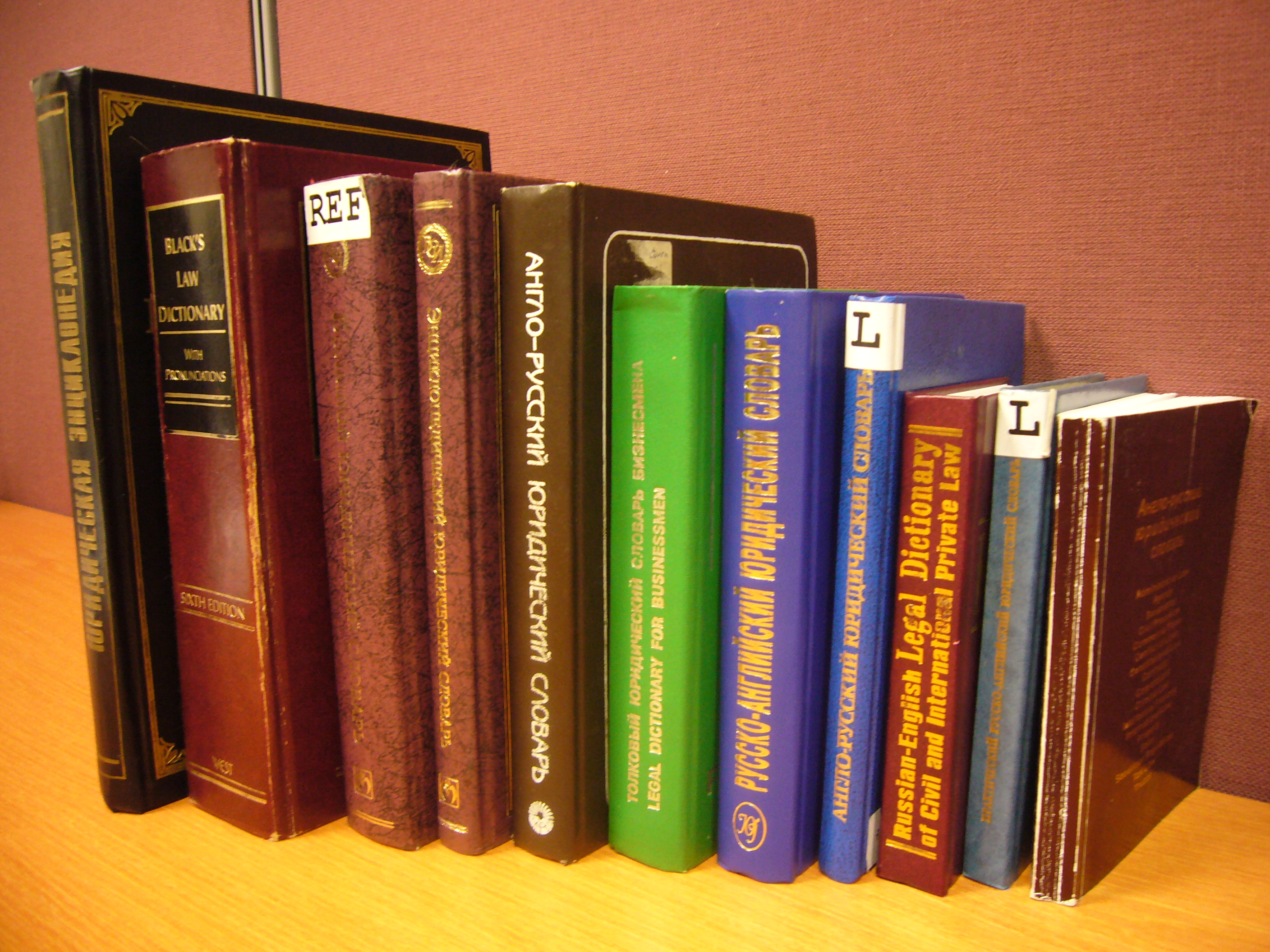
Несколько английских и русских толковых юридических словарей и англо-русских юридических словарей

Юриди́ческий слова́рь — словарь, служащий в качестве источника информации о терминах и понятиях, применяемых в сфере юриспруденции.

## Классификация юридических словарей
По способу представления лексического значения слова (количество описываемых языков) различаются разные виды юридических словарей. Моноязычный юридический словарь охватывает один язык, двуязычный — два языка, многоязычный — несколько языков.
Юридический словарь также различается по широте охвата материала. Юридический словарь, охватывающий всю область права, называется отраслевым словарём, а словарь, посвящённый какой-либо части области права, — суботраслевым, например, словарь договорного права. Если юридический словарь стремится охватить всю терминологию в области права, его называют максимизирующим (maximizing dictionary), а если только ограниченное число терминов, то его называют минимизирующим (minimizing dictionary).

## Особенности составления юридических словарей
Хороший двуязычный юридический словарь должен учитывать языковую и юридическую компетенцию предполагаемых пользователей. Поэтому лексикографам необходимо принимать во внимание следующие аспекты: поиск, осуществляемый пользователями словаря, типологию словаря, структуру и порядок подачи соответствующей информации. При создании юридического словаря лексикографы ставят целью представление информации таким образом, чтобы не обременять пользователя чрезмерной стоимостью лексикографической информации.

### Скачиваемые юридические словари
- Юр. словарь Дина — Dean’s Law Dictionary — на англ. языке — создан с помощью искусственного интеллекта, содержит свыше 185 000 терминов и 300 000 ссылок на прецеденты.

### Онлайновые юридические словари на русском языке
- Большой юридический словарь ОНЛАЙН, содержит более 6000 широко распространенных юридических терминов и определений
- Автоматический словарь Мультитран включает англо-русский словарь юридических терминов
- Национальная юридическая энциклопедия
- LexSite — содержит комплексный юридический словарь
- Краткий юридический словарь. Литеры: А-И

### Онлайновые юридические словари на английском языке
- Legal Dictionary — подборка юридических словарей, включая 6-е издание Bouvier’s Legal Dictionary
- Некоторые ссылки на юридические словари
- Bouvier’s Law Dictionary, 6th ed. (1856)
- WEX: Definitions — глоссарий по праву США от Cornell
- Глоссарий юридической терминологии США в области иммиграции
- Юридический словарь для всех, Nolo Press
- International Law dictionary (уже не работает; но ссылка указывает на архив в Internet Wayback Machine)
- Law.com legal dictionary
- 4LawSchool Law Dictionary
- Dean’s Law Dictionary — Создан с помощью искусственного интеллекта.
- The 'Lectric Law Library
- US Legal Definitions & Legal Terms — бесплатный словарь юридической терминологии США

### Онлайновые юридические словари на немецком языке
- Deutsches Rechtswörterbuch. Wörterbuch der älteren deutschen Rechtssprache, hrsg. von der Heidelberger Akademie der Wissenschaften : Online-Version
- Rechtwörterbuch online